# Sčítání lidu v Evropské unii v roce 2011
Sčítání lidu v EU v roce 2011 nebo sčítání lidu, domů a bytů v EU v roce 2011 bylo sčítáním lidu ve všech členských státech EU v roce 2011.
Výsledky hodnocení byly zveřejňovány postupně od května 2013. Jeho účelem bylo zejména poskytnout základní informace o obyvatelstvu, bydlení, vzdělání a zaměstnání. Informace se použily například k rozdělení rozpočtu.

## Historie
V minulosti členské státy Evropské unie prováděly svá vlastní sčítání, která bylo obtížné navzájem srovnat kvůli odlišným dotazníkům. Data a období průzkumu se také navzájem značně lišila. Například poslední sčítání lidu v Německu proběhlo v roce 1987; v té době bylo Německo ještě rozděleno. Poslední sčítání lidu v NDR proběhlo v roce 1981. V Rakousku se od 19. století provádělo sčítání každých 10 let. Sčítání v celé EU proběhlo v letech 2000/2001, ale Německo a Švédsko se nezúčastnilo. V budoucnu budou celoevropská sčítání každých deset let.

## Sčítání lidu členských států EU za rok 2011
| Země           | Článek                                 | Související článek                                |
| -------------- | -------------------------------------- | ------------------------------------------------- |
| Belgie         |                                        | Obyvatelstvo Belgie                               |
| Bulharsko      |                                        | Obyvatelstvo Bulharska                            |
| Česko          | Sčítání lidu, domů a bytů 2011 v Česku | Obyvatelstvo Česka                                |
| Dánsko         |                                        | Obyvatelstvo Dánska, Sčítání lidu v Dánsku        |
| Estonsko       | Sčítání lidu 2011 v Estonsku           | Obyvatelstvo Estonska                             |
| Finsko         |                                        | Obyvatelstvo Finska                               |
| Francie        |                                        | Obyvatelstvo Francie                              |
| Irsko          | Sčítání lidu v Irsku 2011              | Obyvatelstvo Irska                                |
| Itálie         | Sčítání lidu 2011 v Itálii             | Obyvatelstvo Itálie                               |
| Kypr           |                                        | Obyvatelstvo Kypru                                |
| Litva          | Sčítání lidu 2011 v Litvě              | Obyvatelstvo Litvy                                |
| Lotyšsko       |                                        | Obyvatelstvo Lotyšska                             |
| Lucembursko    |                                        | Obyvatelstvo Lucemburska                          |
| Maďarsko       |                                        | Obyvatelstvo Maďarska                             |
| Malta          |                                        | Obyvatelstvo Malty                                |
| Německo        | Německé sčítání lidu 2011              | Obyvatelstvo Německa, Sčítání lidu v Německu      |
| Nizozemsko     |                                        | Obyvatelstvo Nizozemska                           |
| Polsko         | Polské sčítání lidu 2011               | Obyvatelstvo Polska, Sčítání lidu v Polsku        |
| Portugalsko    |                                        | Obyvatelstvo Portugalska                          |
| Rakousko       |                                        | Obyvatelstvo Rakouska                             |
| Rumunsko       | Rumunské sčítání lidu 2011             | Obyvatelstvo Rumunska                             |
| Řecko          | Řecké sčítání lidu 2011                | Obyvatelstvo Řecka                                |
| Slovensko      |                                        | Obyvatelstvo Slovenska                            |
| Slovinsko      |                                        | Obyvatelstvo Slovinska                            |
| Španělsko      |                                        | Obyvatelstvo Španělska, Sčítání lidu ve Španělsku |
| Švédsko        |                                        | Obyvatelstvo Švédska, Sčítání lidu ve Švédsku     |
| Velká Británie | Sčítání lidu 2011 ve Velké Británii    |                                                   |